# Vijay Pur
Vijay Pur là một thị xã và là nơi đặt ủy ban khu vực quy hoạch (notified area committee) của quận Jammu thuộc bang Jammu và Kashmir, Ấn Độ.

## Nhân khẩu
Theo điều tra dân số năm 2001 của Ấn Độ, Vijay Pur có dân số 6400 người. Phái nam chiếm 52% tổng số dân và phái nữ chiếm 48%. Vijay Pur có tỷ lệ 73% biết đọc biết viết, cao hơn tỷ lệ trung bình toàn quốc là 59,5%: tỷ lệ cho phái nam là 77%, và tỷ lệ cho phái nữ là 69%. Tại Vijay Pur, 12% dân số nhỏ hơn 6 tuổi.